# Park Narodowy Kobuk Valley

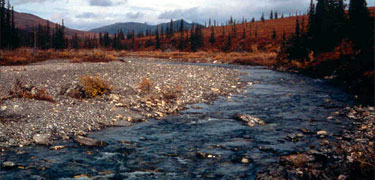
Agie River

Park Narodowy Kobuk Valley – amerykański park narodowy położony w północno-zachodniej Alasce, 40 km na północ od koła podbiegunowego, w środkowej części rzeki Kobuk.
Obszar ten objęty był ochroną od 1978 r. jako pomnik narodowy, a 1980 roku został utworzony w jego miejsce Park Narodowy Kobuk Valley, który ma powierzchnię 7085 km² . Teren parku stanowi ważny odcinek corocznych szlaków migracji karibu . Park stanowi jeden z najważniejszych obszarów archeologicznych, na których znajdują się ślady osadników sprzed 12 000 lat.